# Plaza de San Cristóbal (Barcelona)
La plaza de San Cristóbal (oficialmente en catalán: plaça de Sant Cristòfol) es una plaza del barrio de La Marina, de la Zona Franca de Barcelona.

## Historia
El origen de la plaza está relacionado con la promoción de viviendas para empleados impulsada por la SEAT en 1953 gracias a sus políticas sociales. 
Las Viviendas de la SEAT se inauguraron en 1955 y se instalaron 500 familias por un módico alquiler. Para la época supusieron el ser consideradas como uno de los barrios con mejores prestaciones: Dispensario médico, instalaciones deportivas, colegios totalmente gratuitos para los hijos de los empleados, cine, biblioteca, comisaría, economato y una parroquia propia, que tomará el nombre del patrón de los conductores: San Cristóbal.
Con el tiempo, la primera manzana de pisos, la que contenía en su patio de manzana a la parroquia, fue diagnosticada de aluminosis, un problema que fue en aumento hasta que se decidió derribar toda la manzana y realizar una nueva promoción de pisos reubicando en ellos a los antiguos vecinos.

## La nueva plaza
Actualmente la manzana solo está edificada en tres de sus lados y se ha desplazado la parroquia, que era exenta, hasta quedar parcialmente bajo el bloque central, lo que deja una mayor superficie libre de plaza.
Cuenta con un área de juegos, varios cuadros de césped y un perímetro de bancos, sin embargo está planificada como plaza dura (pavimento continuo de piedra artificial en tono cemento) y tiene muy pocos árboles (ni ninguna otra área de sombra planificada), lo que sumado a su predominio de líneas ortogonales le confiere un aspecto menos acogedor que la contigua plaza de la Arboleda.
Entre el mobiliario urbano más singular de la plaza se encuentra un banco Lungo Mare del arquitecto Enric Miralles.

## Transporte
La plaza está situada en segunda fila respecto al paseo de la Zona Franca, la principal arteria que vertebra el barrio y por donde pasan la mayoría de empresas de transporte. También está relativamente cerca de la Gran Vía, por donde pasa un gran número de autobuses y hay una parada de los Ferrocarriles de la Generalidad de Cataluña.

### Metro
En 2018 se amplió la red de metro de Barcelona con una nueva estación de la L10 de TMB, que toma el nombre de la calle Fundición (en catalán Foneria) a escasos cien metros de la plaza San Cristóbal.

### Líneas de autobús

#### Autobús diurno
- V3 Can Caralleu - Zona Franca
- H16 Pl. Cataluña - Pº Zona Franca
- 37 Hospital Clínico - Zona Franca
- 109 Estación de Sants - Polígono industrial de la Zona Franca

#### Nitbus
| Línea | Origen/destino                                     |
| ----- | -------------------------------------------------- |
| N1    | Zona Franca (Mercabarna) <-> Roquetes (Aiguablava) |